# The Defects
 (juillet 2021).
La mise en forme du texte ne suit pas les recommandations de Wikipédia : il faut le « wikifier ».
Les points d'amélioration suivants sont les cas les plus fréquents :
- Les titres sont pré-formatés par le logiciel. Ils ne sont ni en capitales, ni en gras.
- Le texte ne doit pas être écrit en capitales (les noms de famille non plus), ni en gras, ni en italique, ni en « petit »…
- Le gras n'est utilisé que pour surligner le titre de l'article dans l'introduction, une seule fois.
- L'italique est rarement utilisé : mots en langue étrangère, titres d'œuvres, noms de bateaux, etc.
- Les citations ne sont pas en italique mais en corps de texte normal. Elles sont entourées par des guillemets français : « et ».
- Les listes à puces sont à éviter, des paragraphes rédigés étant largement préférés. Les tableaux sont à réserver à la présentation de données structurées (résultats, etc.).
- Les appels de note de bas de page (petits chiffres en exposant, introduits par l'outil «  Source ») sont à placer entre la fin de phrase et le point final[comme ça].
- Les liens internes (vers d'autres articles de Wikipédia) sont à choisir avec parcimonie. Créez des liens vers des articles approfondissant le sujet. Les termes génériques sans rapport avec le sujet sont à éviter, ainsi que les répétitions de liens vers un même terme.
- Les liens externes sont à placer uniquement dans une section « Liens externes », à la fin de l'article. Ces liens sont à choisir avec parcimonie suivant les règles définies. Si un lien sert de source à l'article, son insertion dans le texte est à faire par les notes de bas de page.
- La présentation des références doit suivre les conventions bibliographiques. Il est recommandé d'utiliser les modèles {{Ouvrage}}, {{Chapitre}}, {{Article}}, {{Lien web}} et/ou {{Bibliographie}}. Le mode d'édition visuel peut mettre en forme automatiquement les références.
- Insérer une infobox (cadre d'informations à droite) n'est pas obligatoire pour parachever la mise en page.

Pour une aide détaillée, merci de consulter Aide:Wikification.
Si vous pensez que ces points ont été résolus, vous pouvez retirer ce bandeau et améliorer la mise en forme d'un autre article.
The Defects est un groupe de punk rock de Belfast, en Irlande du Nord, formé en 1978.

## Histoire

### Formation
Le groupe s'est formé en 1978 avec Ian "Buck" Murdock (chant), Marcus "Dukie" Duke (guitare), Jeff Gilmore (basse) et Glenn Kingsmore (batterie).
Après avoir joué localement, ils ont enregistré leur première démo, mais cela ne leur a pas permis d'obtenir un contrat d'enregistrement. Ils ont alors lancé leur propre label, Casualty Records, et ont publié leur premier 7", "Dance (Until You Drop)". L'EP de trois chansons s'est vendu à 2 000 exemplaires et a attiré l'attention de la presse musicale britannique sur le groupe. La journaliste de Melody Maker, Carol Clerk, s'est liée d'amitié avec le groupe et les a recommandés à John Curd, manager de WXYZ Records, qui les a signés sur son label.

### Période anglaise
Gary Smith a remplacé Fenton à la basse, et les Defects ont déménagé à Londres en 1982 et se sont lancés dans la tournée britannique "So What" de six semaines avec ses camarades de label Anti-Nowhere League, Chelsea et Chron Gen. La tournée a été filmée par Stewart Copeland (avec le soutien de son frère Miles ) et destinée à une sortie au cinéma, mais elle n'a jamais été diffusée.
Un deuxième single, "Survival", a été publié en 1982, atteignant le n ° 8 dans le UK Indie Chart . Le groupe sort son premier album, Defective Breakdown, en 1982. Christopher Owens (écrit pour The Pensive Quill) décrit l'album comme "... qui incarne le son de (ce que nous appelons maintenant) UK82 (ou le punk britannique du début des années 80)" .
Curd cherchant des moyens d'obtenir un succès croisé pour les groupes de son label, il a persuadé les Defects d'enregistrer une reprise de " Suspicious Minds " d'Elvis Presley avec le producteur Ray Shulman aux claviers. La sortie du single au début de 1984 a coïncidé avec le déclin de la popularité du punk de la deuxième vague et ne s'est pas bien vendu. Le contrôle du destin du groupe s'évanouissant, Murdock est parti après la sortie de "Suspicious Minds". Le groupe a continué, jouant un concert en première partie de 999 avec Kingsmore au chant, avant que Murdock ne rejoigne pour jouer en première partie de Clash à Belfast.

### Séparation et reformations
Le groupe se sépare alors définitivement, tous les membres retournant à Belfast à l'exception de Duke, qui reste à Londres. Kingsmore a rejoint Western Justice avec d'anciens membres de Rabies, dont le frère de Murdock, Gary, et a ensuite été membre d'Ashanti.
Murdock a relancé le nom de Defects en 1996 pour une performance unique lors d'un festival punk au Bath Pavilion, qui a été filmé et diffusé en vidéo par Barn End Video sous le titre Live at the Pavilion 12.10.96 . Il a ensuite fondé le groupe de reprises punk et ska Doghouse.
The Defects se reforme à nouveau en 2010 et joue dans divers festivals punk. Roy McAllister et Aidy "Fudge" Dunlop (remplaçant Smith et Duke) ont été ajoutés à la formation. En 2012, ils ont effectué une tournée en Australie, suivi d'apparitions au Rebellion Punk Festival de Blackpool en 2013, 2014, 2016, 2017 et 2018. Depuis 2014, Duke les rejoint occasionnellement sur scène pour certaines de leurs chansons les plus connues.

## Discographie

### Albums studios
- Defective Breakdown (1982, WXYZ Records) UK Indie No. 10 (réédité en 1994, Captain Oi! )
- Politicophobia (2013, Punkerama Records)
- 45 Minutes (2015, Punkerama Records)
- Feed the Good Dog (2017, Punkerama Records)
- The Death of Imagination (2020, Punkerama Records)

### Singles
- "Dance (Until You Drop)" (1981, Casualty Records)
- "Survival / Brutality" (1982, WXYZ Records) Indie britannique n ° 8
- "Suspicious Minds" (1984, ID Records) Indie britannique n°17
- "Revelator" (2011, Punkerama Records)
- « Riot Free Zone? » (2013, Punkerama Records)
- "Hill Street" (2013, Punkerama Records)

### Albums en live
- Live at the Ulster Hall March 2014 (2015, Punkerama Records)

### Albums de compilation
- 1979 - 1984 (2010, Punkerama Records/Antisociety)

### Apparitions de compilation
- "Dance (Until You Drop)" sur Punky Party EP flexi-disc (1982, Flexipop )

### Vidéos
- Live at the Pavilion 12.10.96 (1996, vidéo de Barn End)
- Made in Belfast (2015, Punkerama Records)